# 台北フィルハーモニー管弦楽団
台北フィルハーモニー管弦楽団（タイペイフィルハーモニーかんげんがくだん、Taipei Philharmonic Orchestra、TPO）は1985年に創設者である頼文福と俞冰清の音楽愛好家たちとともに設立したオーケストラです。長年にわたり、オーケストラはミュージシャン、企業スポンサー、および政府の補助金の支援で活動してきました。2名から30名の小さな室内オーケストラから、1991年に台北フィルハーモニー室内管弦楽団、そして現在は台北フィルハーモニー管弦楽団へと、音楽家、企業スポンサー、政府補助金などの支援により、長年にわたり成長を続けています。

## 歴史
1985年、冰清さんの招待でヘンリー・メイザーさんが来台しました。ヘンリー・メイザーさんは「韶韻室內樂集」を結成、指揮をするため、台北国賓ホテルで団員のオーディションを行いました。同年、台北フィルハーモニー室内管弦楽団（英語：Taipei Sinfonietta）と改名し、ヘンリー・メイザーさんの段階的なプログラムのもとで訓練と演奏を行ってきました。1987年にファゴット演奏者の張龍雲が加入してからは、木管楽器も徐々に取り入れ、フルート奏者の劉慧謹、ハープ奏者の陳威稜、オーボエ奏者の劉栄義が相次いで加入しました。
台北フィルハーモニー管弦楽団の演奏実績は、主に故・初代音楽監督、ヘンリー・メイザーさんの音楽の素養から成り立っています。彼の厳しい訓練により、メンバーの音楽性は完璧なまでに磨かれ、1990年には初めてアメリカ・カナダツアーを行い、地元メディアから「島のダイヤモンド」と賞賛されました。1993年6月13日、オーストリアに渡り、ウィーン・フィルハーモニー管弦楽団の黄金のホールで演奏しました。華人のオーケストラが世界の音楽の最高峰のホールで演奏したのは初めてのことでした。2002年8月、メイザー氏が85歳で他界すると、弟子の林天吉が客演指揮者を引き継ぎ、音楽シーンで輝きを放ち続けています。
1993年6月13日、オーストリアに渡り、ウィーン・フィルハーモニー管弦楽団の黄金のホールで演奏しました。華人のオーケストラが世界の音楽の最高峰のホールで演奏したのは初めてのことでした。2002年8月、メイザー氏が85歳で他界すると、弟子の林天吉が客演指揮者を引き継ぎ、音楽シーンで輝きを放ち続けています。2003年、ロシアの音楽家アレクサンドル・ルディン（Alexander Rudin）が音楽監督のバトンを受け継ぎ、メイザーの音楽を継承しつつ、オーケストラを国際的で多様な旅へと導きました。2006年からは、台北フィルハーモニー管弦楽団の専属指揮者を務めている。2007年5月6日、台北フィルハーモニー室内管弦楽団が設立され、室内楽の領域にも進出しました。
台北フィルハーモニー管弦楽団は、長年の功績を記録し、「メイザー・サウンド」を記念するために、TPO & Henry Mazer Musical Centreを設立しました。2007年5月7日にオープンしたこの展示場では、オリジナルのリハーサルやオフィススペースに、指揮者棒、楽譜、音楽評論、写真など、ヘンリー・メイザー関連の遺品が展示されています。また、リハーサルホールの整備や室内楽曲集の運営など、「地域音楽」の教育や交流を推進しています。
大都市のステージで演奏するだけでなく、台北フィルハーモニー管弦楽団の音楽は全国の村、町、コミュニティ、学校までにも広り音楽をの素晴らしさを伝えています。 定期的なコンサート公演に加え、映画『クラウチング・タイガー、ヒドゥン・ドラゴン』や『タイタニック』のライブ・サウンドトラック、BBCの番組『アースパルス』のオーケストラ・ライブ・サウンドトラックなど、業界を超えたさまざまな制作に携わっています。
2021年11月、台北で市民オーケストラが１年に２回定期的に出版する週刊誌「台北フィルハーモニー・クォータリー」が出版されました。 2022年5月1日、ライ・ウェンフー監督がオーケストラの代表に就任し、後任の元国家科学委員会委員で中央研究院会員の李羅權学者に正式にバトンを渡しました。音楽を愛するこの学者は、科学分野の研究で国際的に尊敬を集めており、その科学的精神はオーケストラを前進させました。
台北フィルハーモニー管弦楽団は、東アジアのオーケストラ間の交流のプラットフォームとして、2021年10月8日に台北で「東アジア音楽フォーラム」、2022年に「第1回東アジア音楽フォーラム」を開催し、台湾、香港、日本、韓国の作曲家、音楽協会やオーケストラの意思決定者が集まり、研究論文や東アジアオーケストラの新しい方向性と機会の創出に向けたさらなる協力のアイデアを発表しました。

過去20年間、台北フィルはボストン交響ホール、ケネディセンター、ルドルフィヌム、スメタナホール、リストホール、サンクトペテルブルグフィルハーモニーホール、モスクワ国際コンサートホール、ワルシャワフィルハーモニーホール、クラコフフィルハーモニーホール、ストックホルムコンサートホール、フィンランドホール、ウィーンフィルハーモニーホールなど欧米の主要コンサートホールへの遠征を何度も経験しています。 ワルシャワ秋音楽祭、プラハ春音楽祭、プラハ音楽祭、ヴァロクロー国際音楽祭、バイガシュ音楽祭、クラクフ音楽祭、ブダペスト音楽週間、ベルギーのアントワープ音楽祭に参加し、国立文化芸術基金の「TAIWAN TOP舞台芸術団体賞」を連続受賞しました。